# Condizione della sfera interna
In matematica, un dominio chiuso {\displaystyle \Omega } in una varietà riemanniana completa soddisfa la condizione della sfera interna o proprietà della sfera interna in {\displaystyle x_{0}\in \partial \Omega }, dove {\displaystyle \partial \Omega } è la frontiera di {\displaystyle \Omega }, se esiste una palla geodetica {\displaystyle B(p,r)} centrata in {\displaystyle p} di raggio {\displaystyle r} contenuta nell'interno di {\displaystyle \Omega } (non sulla frontiera) tale che {\displaystyle x_{0}\in \partial B(p,r)}.